# 눈퉁바리

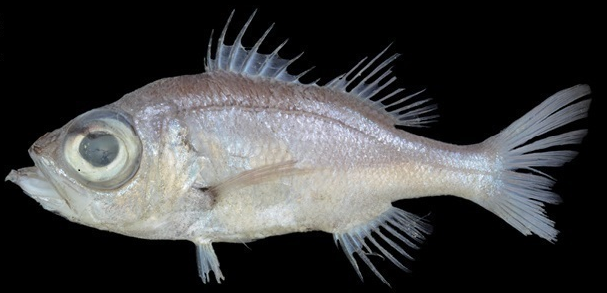
눈퉁바리

눈퉁바리(학명:Malakichthys griseus)는 주걱치목 반딧불게르치과에 속하는 어류이다. 전체적인 몸길이가 15cm로서 작은 소형종의 어류에 속한다.

## 특징
눈퉁바리는 몸이 달걀꼴로 옆으로 납작하며 등 쪽은 연한 적갈색에 배는 은백색의 광택이 난다. 등지느러미의 가시뿌리 부분은 연한 검은색이고 아래턱이 위턱보다 길며 눈이 매우 크다. 위턱후골에 부골이 존재하며 양턱의 서골과 구개골에 가느다란 이빨이 있다. 아가미뚜겅 앞에 1줄의 톱니가 있고 아가미뚜겅뼈의 뒤쪽에 2개의 가시가 존재한다. 지느러미는 꼬리지느너미를 제외한 모든 지느러미는 전부 연한 갈색을 띠며 꼬리지느러미는 짙은 갈색을 띤다. 먹이로는 다른 물고기의 치어, 작은 갑각류, 요각류를 주로 잡아먹고 사는 육식성의 물고기이다.

## 서식지와 어획
눈퉁바리의 서식지는 서부 태평양으로서 대한민국의 남해와 동해, 일본, 타이완, 동중국해, 필리핀까지 광범위하게 서식한다. 수심 100~500m의 대륙사면과 진흙으로 이뤄진 곳에서 주로 서식하는 심해어이다. 눈퉁바리는 식용으로도 이용되는 어종으로서 주로 저층 트롤어업에 의해 어획된다. 식용으로 이용될 때는 주로 어묵으로 많이 먹으며 그외 생선으로도 식용한다.

## 같이 보기
- 주걱치목
- 반딧불게르치과